# Pozza di Fassa
Pozza di Fassa – miejscowość i gmina we Włoszech, w regionie Trydent-Górna Adyga, w prowincji Trydent.
Według danych na rok 2004 gminę zamieszkuje 1785 osób, 24,5 os./km².